# ムハンマド・ヒダーヤトゥッラー
モハマド・ヒダヤトゥッラー（Mohammad Hidayatulah、मुहम्मद हिदायतुल्लाह、1905年12月17日 - 1992年9月18日）は、インドの政治家。1968年2月25日から1970年12月16日まで第11代インド首席判事、および1979年8月31日から1984年8月30日まで第6代インド副大統領を務めた。

## 出生
ヒダーヤトゥッラーは1905年12月17日インドのウッタル・プラデーシュ州で生まれた。

## 政治家として
ヒダーヤトゥッラーは第6代インド副大統領とインド大統領代理を務めた。

## 死去
1992年9月18日に死去。